# Guitiriz
Guitiriz település Spanyolországban, Lugo tartományban. Guitiriz Aranga, Monfero, Xermade, Vilalba, Begonte, Friol, Sobrado, Galicia és Curtis községekkel határos. Lakosainak száma 5122 fő (2024).

## Népesség
A település népessége az elmúlt években az alábbi módon változott:
| Lakosok száma | 6323 | 6086 | 5974 | 5896 | 5658 | 5564 | 5512 | 5484 | 5328 | 5122 |
|               | 2001 | 2004 | 2007 | 2009 | 2012 | 2014 | 2017 | 2019 | 2022 | 2024 |